# Arrondissement d'Ypres
L'arrondissement d'Ypres est une ancienne subdivision administrative française du département de la Lys créée le 17 février 1800 et supprimée le 11 avril 1814.

## Historique
Les arrondissements sont créés par la loi du 28 pluviôse an VIII (17 février 1800). La sous-préfecture du 3e arrondissement de la Lys est attribuée à Ypres par l'arrêté du 17 ventôse suivant.
C. Gallois en est durablement le sous-préfet,.
L'ensemble des unités administratives françaises de la Belgique est officiellement supprimé par le traité de Paris en mai 1814.
Ce territoire compose essentiellement l'actuel arrondissement administratif d'Ypres, en province de Flandre-Occidentale. Hooglede est dans celui de Roulers.

## Composition
L'arrondissement comprenait à l'origine dix cantons : Diekebusch, Elverdingue, Hooglede, Langemarck, Neuve-Église, Warneton, Poperinghe, Wervicq, Ypres et Zonnebecke. Il n'en contient plus que huit en 1804 : Elverdinge, Hooglede, Messines, Passendale, Poperinghe, Wervicq et Ypres (deux cantons).

## Liens
« L'almanach impérial pour l'année 1810 - Chapitre X : Organisation administrative »